# Competencias digitales
Las competencias digitales (en inglés e-skills) son el conjunto de conocimientos, capacidades, destrezas, habilidades, actitudes y estrategias que se requieren para el uso de los medios digitales y de las tecnologías de la información y comunicación.
Para desarrollarse en cualquier ámbito del saber las personas necesitan competencias fundamentales, basadas en el pensamiento crítico, en la capacidad para analizar, evaluar, argumentar, decidir y comunicar. Aplicar estas competencias al entorno digital requiere una formación en habilidades específicas y propias a este entorno. Son las llamadas habilidades digitales.  
Estas habilidades se dividen en dos grandes categorías: “habilidades digitales fundamentales” y “habilidades digitales instrumentales”. 
Las últimas refieren a aptitudes y destrezas vinculadas al manejo de la herramienta que, por estar centradas en el instrumento, se llaman “habilidades digitales instrumentales’’. Estas habilidades son las que facilitan el uso práctico de los dispositivos digitales, las plataformas y las aplicaciones, ya sea para acceder a información como para llevar a cabo una mejor gestión en la tarea a realizar. Por su parte, las “habilidades digitales fundamentales” buscan promover en las personas el pensamiento crítico en el uso de internet y la capacidad para comprender, analizar, inferir, resolver problemas, tomar decisiones, transformar, comunicar, crear y participar en el entorno digital.
Desde el panorama educativo, son asumidas a manera de instrumentos de gran utilidad que permite la movilización de actitudes, conocimientos y procesos; por medio de los cuales los alumnos adquieren habilidades para facilitar la transferencia de conocimientos y generar innovación, abarcando saberes y capacidades de carácter tecnológico.  Al preparar a los estudiantes para recuperar, evaluar, almacenar, producir, presentar e intercambiar información, así como para colaborar a través de redes digitales, las competencias digitales fomentan el aprendizaje a lo largo de toda la vida y contribuyen a la construcción de sociedades inclusivas y resilientes en la era digital.
Estas competencias no sólo abarcan la capacidad de buscar, gestionar y evaluar información en entornos digitales, sino también promueven la creatividad, el pensamiento crítico y la resolución de problemas en un contexto digital.
En el ámbito educativo, las competencias digitales fomentan una dinámica innovadora al permitir a alumnos y docentes adaptarse a los cambios tecnológicos, colaborar en proyectos digitales y desarrollar habilidades necesarias para el siglo XXI. Por ello podemos mencionar que las competencias digitales del docente "es el  desarrollo  de  la  noción  de  Competencia  Digital Docente (CDD) forma parte de una manera de ser, pensar y actuar del docente (Fainholc, Nervi,  Romero  &  Halal,  2015;  Gisbert,  Esteve  y  Lázaro,  2019)". Asimismo, la  competencia  digital  debe  de  ser  transversal y trabajarse en  todas  las  áreas  del currículum, contribuyendo así a  un  perfeccionamiento  continuo  y  constante  que  aumente  el rendimiento académico y personal
De la misma forma podríamos mencionar sobre las competencias digitales del docente como refiere en un articulo del Dr. Suárez junto a otros investigadores "Ahora bien, si bien es cierto que la competencia digital forma parte de las competencias necesarias para el aprendizaje permanente de cualquier profesional (Ala-Mutka, Punie y Redecker,  2008),  la  CDD  se  ha  convertido  en  parte  indispensable  de  la  formación  y  la actividad  del  profesorado  en  la  actualidad"(Esteve,  2015;  Salinas,  de  Benito  y  Lizana)
En la actualidad, las competencias digitales se han convertido en una relevante herramienta para la educación a partir de la pandemia del COVID 19, y en la sociedad actual se ha convertido en un elemento indispensable como lo refiere Fernandez  y colaboradores "La sociedad actual en la que vivimos se encuentra sumida en una globalización tecnológica que impera en nuestras vidas e inexorablemente el ecosistema comunicativo crece, donde prima la hipercomunicación" (Caldeiro-Pedreira & Aguaded-Gómez, 2015). Así mismo, "Esta nueva sociedad demanda formas de organizar la vida social, política, económica y educativa de los países y, en consecuencia, nuevos profesionales con una amplia gama de competencias, entre ellas, la denominada competencia digital" (Marín-Díaz, Reche & Maldonado, 2013)Sin embargo, se  aprecia  un  bajo  uso  de  las herramientas TIC para ponerlas en práctica en la educación (Cózar y Roblizo, 2014), al igual que  estudios de  autopercepción de docentes y futuros docentes  de  dominio  baja,  que  les  hace  creer  no  estar  preparados  para adaptar los recursos digitales al alumnado, por su escaso nivel en la creación de materiales digitales (Hervás, López, Real y Fernández, 2016). Prendes, Castañeda y Gutiérrez (2010) obtienen resultados también bajos en la creación y adaptación de contenidos digitales, que resultan preocupantes.

## Tecnologías de la información en la Educación Digital
El campo de las competencias es el desarrollo de habilidades relacionadas y “requeridas, en docentes y en estudiantes, que pueden potenciar el uso de estrategias innovadoras de enseñanza y aprendizaje mediadas por la Tecnologías de información y Comunicación TIC.
Las tecnologías de la información y la comunicación (TIC) son aquellas herramientas computacionales e informáticas que procesan, almacenan, desarrollan y comparten todo tipo de información multimedia. Su aplicación en la educación  favorece el desarrollo de competencias digitales, que permiten disponer de habilidades para buscar, obtener, procesar y comunicar información, y finalmente, transformarla en conocimiento. Dominar las TIC implica convertirse en un sujeto autónomo, eficaz, responsable, crítico y reflexivo, con la capacidad para seleccionar la información desde diferentes fuentes bibliográficas y producir un nuevo conocimiento, utilizando las distintas herramientas tecnológicas que facilitan su trabajo.
Las TIC proveen una serie de aptitudes a los estudiantes para la mejora del proceso de aprendizaje. Son flexibles, pueden utilizarse y adaptarse a diversos contextos y situaciones. Desempeñan un papel fundamental al fomentar el desarrollo de competencias digitales, permitiendo a los estudiantes adquirir habilidades para buscar, obtener, procesar y comunicar información de manera efectiva.  A partir de la pandemia por COVID-19, hubo especial relevancia en el acceso y  aseguramiento de las actividades educativas a nivel mundial mediante la utilización de herramientas tecnológicas.
Las  TIC,  además,  permiten  la  creación  de  ambientes  de  aprendizaje  mucho  más flexibles que los que la educación tradicional hacía posible a través de la creación de Entornos Virtuales	 de	Aprendizaje	(EVA).	Entendemos	como	Plataforma 	Virtual según	De Pablos(2009)	“un	espacio o entorno creado virtualmente con la intencionalidad	de	que un estudiante obtenga experiencias de aprendizaje a través de recursos y materiales formativos bajo la supervisión e interacción con un profesor .  http://dx.doi.org/10.6018/rie.31.2.169271

## Herramientas digitales
Las herramientas tecnológicas apropiadas para desarrollar competencias digitales son:
- Disponer del uso de una computadora personal, ordenador portátil, tableta o teléfono inteligente.
- Búsqueda, recopilación, reelaboración y reconstrucción de información en diversos formatos, como las bibliotecas digitales.
- Utilización de programas como: procesadores de texto, hojas de cálculo, presentaciones digitales (por ejemplo: Microsoft PowerPoint), correo electrónico o mensajería instantánea.
- Difusión de trabajos en diversos formatos digitales como texto, imagen, audio o vídeo.
- Comunicación por medio de correo electrónico, chats, foros o grupos.
- Valerse de sistemas que permitan compartir y colaborar con contenidos: wiki, blog, podcast, WebQuest, etc.
- Utilización correcta de redes sociales y aplicaciones de mensajería.

## Desarrollo de competencias digitales
Existe multiplicidad de descriptores de las competencias digitales, la falta de una herramienta única de evaluación y la inexistencia de un proyecto formativo consolidado que constituyen grandes obstáculos para dotar a los docentes de un nivel competente de alfabetización digital. El documento Estándares de competencias en TIC de la UNESCO detalla una serie de competencias digitales (estándares) propiamente dirigidos a docentes o futuros docentes, los cuales, dentro de una sociedad digitalizada, tienen la responsabilidad de ser guías y partícipes del proceso enseñanza - aprendizaje de los estudiantes, en torno a las nuevas tecnologías de la información y de la comunicación. En este documento, se enmarcan las competencias y recursos necesarios para que los educadores puedan, de manera eficaz y fiable, impartir las asignaturas pertinentes integrando las TIC. Un ejemplo muy conciso de este aspecto es el uso de recursos educativos abiertos (REA) que permiten experimentar un mejor concepto sobre estas nuevas modalidades educativas mediante las TIC.
Este proyecto de la UNESCO hace hincapié sobre tres enfoques indispensables para una educación integral y de calidad: Nociones básicas de TIC, profundización del conocimiento y generar conocimiento. A su vez, se mencionan las repercusiones de estos mismos en el sistema educativo y se incluyen cinco componentes didácticos: pedagogía, práctica y formación profesional, plan de estudios y evaluación, organización y administración de la institución educativa y utilización de las TIC. En definitiva, las competencias digitales se sirven del consumo habitual de recursos tecnológicos disponibles para resolver problemas de nuestro tiempo de modo eficiente. Al mismo tiempo, posibilitan evaluar y seleccionar nuevas fuentes de información e innovación tecnológica a medida que van apareciendo y en función de su utilidad para resolver tareas o cumplir objetivos específicos.
En España el proyecto  “Marco Común de Competencia Digital Docente” nació en 2012 con la intención de ofrecer una referencia descriptiva que pueda servir al profesional bajo fines formativos junto a los procesos de evaluación, certificación y acreditación. Está alineado con las directrices europeas y se utiliza como antecedente común para avanzar hacia la certificación de la competencia digital de los docentes de acuerdo con la propuesta DIGCOMP, un marco de referencia europeo para la competencia digital de todos sus ciudadanos. Solo una de cada cuatro empresas españolas forma a sus trabajadores en torno a competencias digitales.
Las cinco áreas en que se dividen las competencias digitales docentes son las siguientes:
1. Información y alfabetización informacional: identificar, localizar, recuperar, almacenar, organizar y analizar la información digital, evaluando su finalidad y relevancia.
2. Comunicación y colaboración: compartir recursos a través de herramientas en línea, conectar y colaborar con otros a través de herramientas digitales, interactuar y participar en comunidades y redes; conciencia intercultural.
3. Creación  de  contenido digital:  crear  y  editar  contenidos (textos, imágenes, videos, entre otros.), integrar y reelaborar conocimientos y contenidos previos, realizar producciones artísticas,  contenidos multimedia y programación  informática. Implica saber aplicar los derechos de propiedad intelectual y las licencias de uso.
4. Seguridad: protección de información personal, protección de datos, protección de la identidad digital segura y sostenible.
5. Resolución de problemas: identificar necesidades y recursos digitales, tomar decisiones, seleccionar la herramienta digital apropiada acorde a las necesidades y finalidades. Resolver  problemas conceptuales, técnicos y creativos a través de medios digitales.[19]

### Alfabetización digital para el desarrollo de las competencias digitales
En el caso de Argentina, una de las iniciativas llevadas a cabo fue el Programa Conectar Igualdad, comprometía al Estado argentino en el desarrollo tecnológico y didáctico de herramientas, y de estrategias político territoriales que buscan asegurar la inclusión, la calidad y la soberanía pedagógica. Fue un entorno educativo y dinámico compuesto de aulas virtuales, materiales digitales, propuestas pedagógicas y cursos, para utilizar computadoras en las escuelas y hogares.
En el año 2018 en Argentina, fue el programa educativo Aprender Conectados destinado a los diversos niveles y modalidades del sistema educativo nacional.

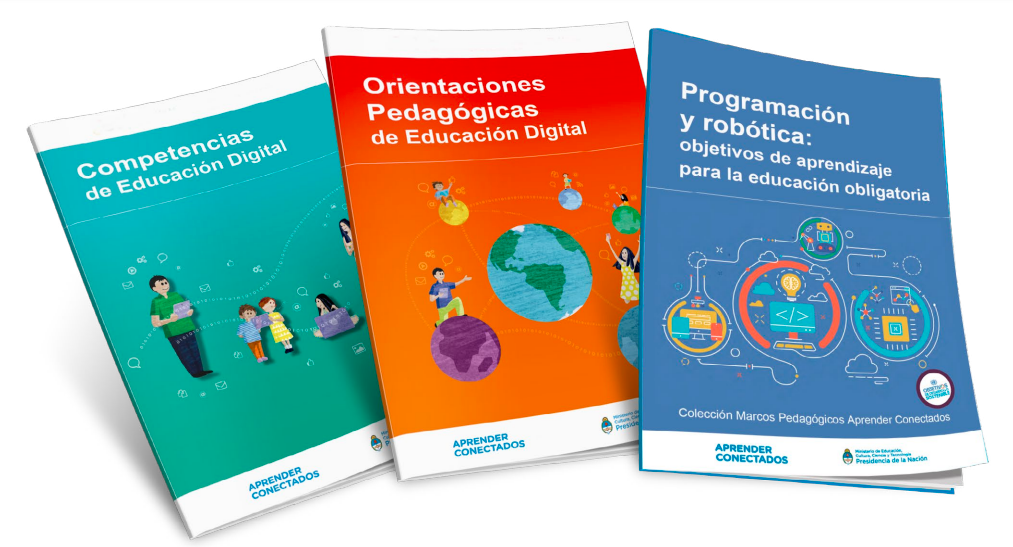
Colección Marcos Pedagógicos Aprender Conectados

En ese momento, la Secretaría de Innovación y Calidad Educativa del Ministerio de Educación de la Nación crea el proyecto por Resolución Ministerial N.º 1410/2018 enmarcado en la Agenda 2030 para el Desarrollo Sostenible, aprobada por la Asamblea General de la Organización de las Naciones Unidas (ONU).
A través de esta política integral de innovación educativa, se buscó garantizar el desarrollo de las competencias digitales necesarias para integrar a los destinatarios en la cultura digital fomentando el conocimiento y la apropiación crítica y creativa de las TIC.
Se desarrollaron contenidos en diversos formatos con el fin de reforzar saberes sobre pensamiento computacional, programación y robótica. Tal es así, que uno de las colecciones que se divulgaron fue Marcos Pedagógicos Aprender Conectados, compuesto por tres publicaciones para reflexionar sobre el abordaje de la educación digital, la programación y la robótica: Competencias de Educación Digital, Orientaciones Pedagógicas de Educación Digital y Programación y robótica: objetivos de aprendizaje para la educación obligatoria.
En el año 2020, el Ministerio de Educación de la Nación, lanzó la Plataforma Educativa Federal Juana Manso que permite vincular a alumnas, alumnos y docentes mediante aulas virtuales gratuitas con contenidos multimedia. Abarca conectividad, equipamiento, una propuesta de formación y capacitación docente y una plataforma federal educativa de navegación gratuita, segura y soberana para el sistema educativo de la Argentina.